# Bogstav
Et alfabet består af bogstaver, hvor de idealiseret set, hver er et tegn for en sproglyd. Alfabetets bogstaver kategoriseres i konsonanter og vokaler.
Når bogstaver sammensættes til ord, er der for de fleste talesprog masser af undtagelser, hvor det er nødvendigt med udenadslære – f.eks.:
- Stumme bogstaver i visse ord (hver, hvilke, værd).
- Nogle flerstavelsesord kan man ikke finde ud af hvor trykket skal lægges (syren – syren)).
- Homofoner – Ord som staves forskelligt, men som udtales ens (at lege – et leje, en finne – at finde).
- Homografer – Ord som staves ens, men som har forskellig betydning og udtales forskelligt (en dør – dyr dør, jeg gør – hunde gør, træk-vinde – træ-kvinde). Her er det nødvendigt at se hvilken sammenhæng ordet indgår i for at udtale ordet korrekt.

Visse skriftsprog benytter sig af skrifttegn, der varierer fra vores gængse opfattelse af begrebet bogstav, for eksempel arabisk, der er baseret på konsonanttegn, og hvor vokalerne i bedste fald er antydet. Det ældst kendte alfabet er det fønikiske alfabet, der kun havde tegn for konsonanter.
Andre skriftsprog benytter tegn for hver stavelse (japansk), eller for hvert begreb (kinesisk).